# Zona Rural de Damasco
Zona Rural de Damasco (em árabe: ريف دمشق, lit. 'Rif Dimashq') é uma das 14 províncias (muhafazat) da Síria. Está situada na porção sudoeste do país, e faz fronteira com as províncias de Quneitra, Daraa e Sueida, a sudoeste, Homs, ao norte, e com o Líbano a oeste e a Jordânia ao sul. O distrito da Zona Rural de Damasco cerca completamente a província de Damasco, cuja capital também é considerada a capital da Zona Rural de Damasco. Possui uma área de 17.654 km² e uma população de 2.273.074 de habitantes (estimativa de 2004).

## Distritos
| Distritos          | População (em 2004) |
| ------------------ | ------------------- |
| Markaz Rif Dimashq | 837 804             |
| Douma              | 433 719             |
| Al-Qutayfah        | 119 283             |
| Al-Tall            | 115 937             |
| Iabrude            | 48 370              |
| Al-Nabk            | 80 001              |
| Zabadan            | 105 342             |
| Qatana             | 207 245             |
| Darayya            | 260 961             |
| Qudsaya            | 64 412              |